# دانیال ماهینی
دانیال ماهینی (زادهٔ ۳ مهر ۱۳۷۲ - بوشهر) بازیکن فوتبال اهل ایران است که در باشگاه فوتبال پالایش نفت بندرعباس بازی می‌کند.

## سوابق باشگاهی
ماهینی سابقه بازی برای باشگاه‌های ایران جوان بوشهر استقلال خوزستان سایپا ملوان بندرانزلی پیکان آرمان گهر را در کارنامه دارد.